# Sam Bankman-Fried
Sam Bankman-Fried, detto SBF (Stanford, 6 marzo 1992), è un truffatore statunitense.
Fondatore e CEO di FTX, una società per lo scambio di criptovaluta, gestisce inoltre Alameda Research, un'azienda che si occupa di trading quantitativo relativo alle cryptocurrency, fondata nel 2017. FTX è andata in crisi alla fine del 2022 a causa del crollo della sua criptovaluta, FTT. Bankman-Fried ha annunciato che avrebbe chiuso le operazioni presso Alameda Research e si è dimesso da CEO di FTX, che ha presentato istanza di fallimento secondo il Capitolo 11.

## Biografia
Bankman-Fried è nato nel 1992 a Stanford, negli Stati Uniti, da Barbara Fried e Joseph Bankman, entrambi professori di diritto della Stanford Law School; la sua famiglia è di origini ebraiche.
Tra 2010 e 2014 frequenta il Massachusetts Institute of Technology, dove si laurea in fisica. Nel 2013 inizia a lavorare per Jane Street Capital, un'azienda di proprietary trading, dove si occupa di ETF. Nell'ottobre 2017 fonda Alameda Research e nell'aprile 2019 FTX. Nel 2021 viene inserito nella Forbes Under 30 Finance list, la classifica della rivista americana dei miliardari sotto i trent'anni.

### Alameda Research
Nel novembre 2017 Sam Bankman-Fried e Tara Mac Aulay fondano Alameda Research un'azienda di quantitative trading specializzata nella compravendita di cryptocurrency. Le strategie principali sono l'arbitraggio, market making, yeld farming e trading volatility. Alameda inizialmente aveva sede a Berkeley dove Bankman-Fried si era trasferito. Nel gennaio 2018 Bankman-Fried organizza un'operazione di arbitraggio per trarre vantaggio dalla differenza di prezzo dei bitcoin tra i mercati del Giappone e degli Stati Uniti. L'azienda guadagna tra 10 e 30 milioni di dollari da quest'operazione. Nel 2019 Alameda viene trasferita ad Hong Kong. Nell'agosto del 2021 Bankman-Fried detiene circa il 90% di Alameda Research. Caroline Ellison e Sam Trabucco vengono nominati CEO di Alameda, posizione ricoperta dalla sola Ellison a partire da agosto 2022.
In occasione delle Elezioni presidenziali negli Stati Uniti d'America del 2020 Alameda dona 5 milioni di dollari a Future Forward USA, un Political action committee (PAC) a supporto del Presidente Joe Biden.

### FTX
Bankman-Fried e Gary Wang fondano FTX, un exchange per la compravendita di cyprocurrency, nel maggio 2019. Alameda gioca un ruolo significante negli inizi di FTX dal momento che agisce come principale market maker del neonato exchange. Sei mesi dopo la nascita di FTX Changpeng Zhao di Binance compra una partecipazione del 20% in FTX per un valore di 100 milioni di dollari. Nell'agosto 2021 trasferisce FTX da Hong Kong alle Bahamas. Nel maggio 2022 viene acquistata una partecipazione del 7,6% di Robinhood. A settembre viene fatto un investimento di 500 milioni di dollari in Anthropic.
FTX ha subito una crisi di liquidità alla fine del 2022, che ha portato al crollo della criptovaluta nativa di FTX, FTT. Nel mezzo della crisi, Bankman-Fried ha anche annunciato che avrebbe chiuso le operazioni presso la sua società di trading, Alameda Research.
Il patrimonio netto di Bankman-Fried ha raggiunto il picco di 26 miliardi di dollari. Nell'ottobre 2022 aveva un patrimonio netto stimato di 10,5 miliardi di dollari; tuttavia, l'8 novembre 2022 durante la crisi di solvibilità di FTX, si stima che il suo patrimonio netto sia sceso del 94% in un giorno a 991,5 milioni di dollari, secondo il Bloomberg Billionaires Index, il più grande calo di un giorno nella storia dell'indice. Entro l'11 novembre 2022, il Bloomberg Billionaires Index considerava Bankman-Fried privo di ricchezza materiale. Prima che la sua ricchezza venisse erosa nel novembre 2022, Bankman-Fried era un grande donatore del Partito Democratico.
Il 13 dicembre 2022 è stato arrestato alle Bahamas dopo che gli Stati Uniti hanno presentato delle accuse penali nei suoi confronti, richiedendone l'estradizione negli Stati Uniti con l'accusa di bancarotta fraudolenta . Il 22 dicembre, Bankman-Fried è stato rilasciato con una cauzione di 250 milioni di dollari, a condizione che vivesse a casa dei suoi genitori in California.
È stato giudicato colpevole di sette reati diversi per la bancarotta di FTX, una delle più pesanti  finanziarie della storia americana, ed è stato condannato a 25 anni di prigione per avere rubato 8 miliardi di dollari ai clienti di FTX, gli azionisti FTX hanno perso 1,7 miliardi di dollari e i finanziatori dell’hedge fund Alameda Research, fondato da Bankman-Fried, altri 1,3 miliardi di dollari

## Vita privata
Bankman-Fried è vegano. Ha vissuto in un attico alle Bahamas con circa 10 coinquilini  che, dopo il crollo di FTX, è stato venduto per 40 milioni di dollari. Ama il videogioco League of Legends e la sua azienda, FTX, ha investito nell'organizzazione di eSport TSM, che includeva il cambio del nome di TSM in TSM FTX.
Secondo ex dipendenti di FTX e Alameda, avrebbe avuto una relazione romantica con Caroline Ellison, la responsabile della società di trading Alameda Research.